# Cəfərxanlı
Cəfərxanlı è un comune dell'Azerbaigian situato nel distretto di Cəlilabad. Conta una popolazione di 1 009 abitanti.